# 飯盛挺造

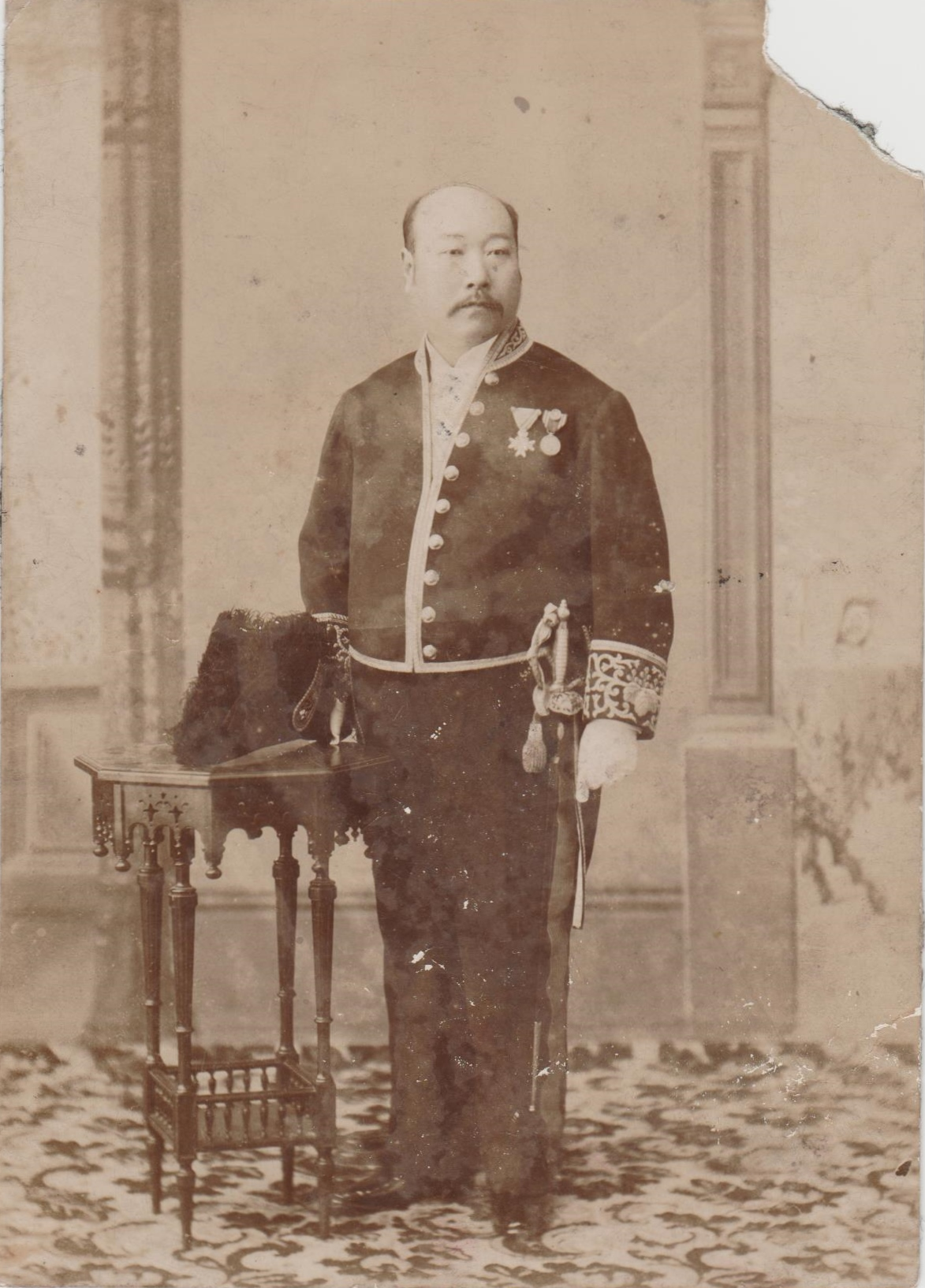
飯盛挺造

飯盛 挺造 (いいもり ていぞう、ドクトル・フィロソフィー、1851年9月19日（嘉永4年8月24日） - 1916年（大正5年）3月6日) は明治時代初期の日本の物理学者。1884年（明治17年）33歳のときドイツのフライブルク大学に留学し、エミール・ワールブルク教授の指導のもとで反射光を利用する真空式微量天秤を考案し、ガラスその他の物質に吸着される水分の量を測定する研究をおこなった。その研究論文によりドクトル・フィロソフィーの称号を与えられた。また、その功績により「微量天秤の先駆者」と呼ばれている。帰朝後は物理学の教育に尽力をした。日本の放射化学の先達・飯盛里安の養父であり岳父でもある。日東十客の一人である。

## 経歴と業績

### 出生から東京大学まで
1851年9月19日（嘉永4年8月24日）肥前国多久邑 (現・佐賀県多久市) で生まれた。生地を現在の佐賀市水ケ江、赤松町とする説もある。1869年（明治2年 頃、佐賀藩の藩医・池田玄泰からドイツ語の手ほどきを受け、1871年（明治4年）、20歳のとき医師を志して上京し、外務省洋語学所に入学してドイツ語を学んだ。卒業後、1874年（明治7年）にドイツ語教員心得として東京外国語学校の雇となり、 翌1875年、東京医学校の雇となり、1877年（明治10年）同校は東京大学医学部と改称された際に助教となった。 当時の医学部は予備5年、予科3年、本科5年で、教授はほとんどドイツ人であった。その年の予備4級生、入沢達吉によれば予科でも理化学の初歩を教えており、飯盛は物理学を教えていたという。 この頃下山順一郎、丹波敬三と出会い終生の友となった。
1878年、羽生幸七の長女セイと結婚し新居を本郷菊坂町にかまえた。（後にすすめられて本郷弓町に転居）翌年、最初の研究「光線分極論」を東京薬学新誌に発表した。またミュルレル原著を翻訳した『物理学』も1879年から1880年に出版された。
『物理学』はその後20回以上改版し、唯一の和書の物理学教科書として医学、薬学関係の学生を中心に、1920年代まで広く使用された。 1881年（明治14年）、下山順一郎、丹波敬三とともに東京大学医学部の助教授となったが志は医学から物理学へ移って行った。1882年飯盛は自費でフライブルク大学へ留学することになり1884年6月17日に留学を許可されている。森鴎外もこの日同様に留学許可となっている。

### ドイツ留学

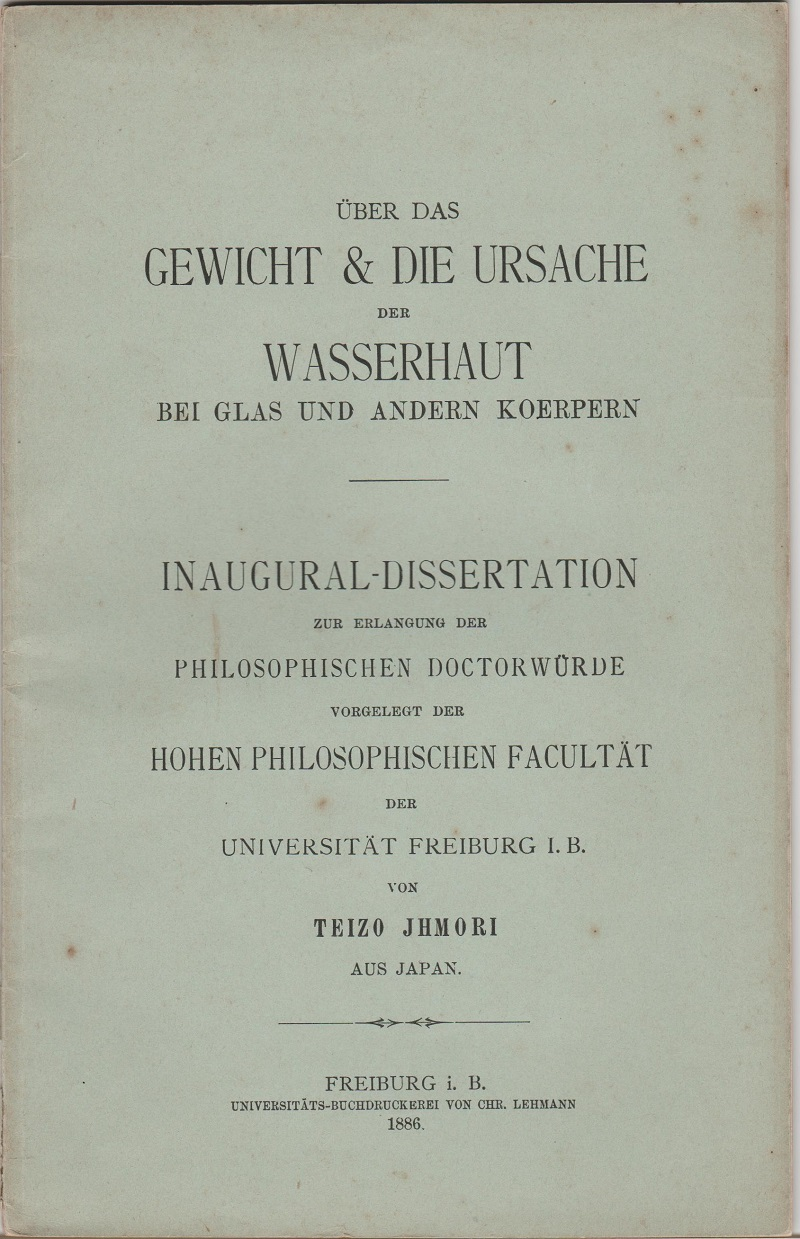
フライブルク大学に提出した学位論文の表紙

飯盛はフライブルク大学でワールブルク教授の指導のもとに真空微量天秤を開発し ガラスの表面に吸着している水の質量の計量をはじめ、各種の物体上の吸着現象を研究し、1885年9月ストラスブルクで最初の研究を発表した。 留学期間1年半では充分ではないとして丹波敬三、飯盛挺造の連名で帰朝延期願を1885年11月に提出し20ケ月の延期が認められ、1886年（明治19年）1月にワールブルク教授と連名の論文を提出したさらに飯盛は2月に第2の論文を投稿し、
これら2つの論文をまとめ学位論文としてフライブルク大学に提出した。 翌1887年3月Doktor der Philosophie の学位を授与された。 さらに微量天秤の感度を上げ、多くの物質の表面上の水の吸着について包括的な実験をし、第3の論文を完成した。

### 帰国後の業績
1887年6月、飯盛は下山・丹波とともに帰国し、7月には第四高等中学校 (第四高等学校 (旧制)の前身) 教諭兼教頭となり金沢に赴任した。1888年（明治21年）には下山・丹波他8名と共に、私立薬学校を東京に創立した。1893年（明治26年） に第四高等学校を退職し、女子高等師範学校（現・お茶の水女子大学）の教授となって東京にもどり、私立薬学校や済生学舎で物理学を講義した。 その傍ら、『物理学』を補充するとともに物理学の入門書を2冊出版した。
日本で最初の女性の理学博士となった保井コノは、女子高等師範学校では飯盛から物理学を学んだ。保井は同校を卒業後、岐阜県立岐阜高等女学校の理科の教師となった。飯盛は保井に対し、高等女学校向けの物理学の教科書を書くことを勧めた。これを受けて保井は原稿を書き上げた。しかし飯盛の尽力にもかかわらず、女性が書いたという理由で文部省から出版の許可が下りなかった。保井はこのことを大変悔しく思い、生涯にわたって研究論文以外に書物を著わすことをしなかった。
この後、軽い脳溢血を患ったが講義は続け教育者として子弟の能力を伸ばすことに傾注した。1910年（明治43年）に東京女子高等師範学校の校長代理になったが、病気の再発があり、東京薬学校以外の公職をすべて辞任した。次第に病状は悪化し1916年（大正5年）3月6日、その65年の生涯を閉じた。
セイとの間に二男三女をもうけたが、男子はいずれも夭折したので1904年（明治37年）金沢の加藤里衡（かとうさとひら）の次男里安（さとやす）を養嗣子とした。里安は挺造の二女ゆくを妻とした。

## 微量天秤

### 概要
飯盛が考案した微量天秤は、従来の静止質量を測定するだけのものと大きく違っていた。その特徴は
1. 天秤全体をガラス鐘で被い、真空ポンプで排気することにより雰囲気を真空から大気圧までの任意の圧に設定できる。
2. エーテルの気化速度を調節することにより雰囲気の温度を調節できる。
3. ガラス鐘の一部に窓を設け、竿の中心に取り付けた小さい鏡に光を当て、離れた所に設置した尺度上に反射光を投影させることにより、竿の微小な傾きを拡大して読み取れるようにした。その結果、質量の時間的な変化を連続して測定できるようになった。

この微量天秤によりこれ以後、密度、原子量、吸着、吸収、膨張係数、磁化率、蒸気圧、浸透圧、表面張力、粘度、粒度分布、化学平衡、反応速度、などの研究が容易に行なわれるようになった。

### 詳細な説明
|                                                                                       |
| Annalen der Physik und Chemie, Neue Folge, BAND 27, Hefte 4, S. 481 - 507 (1886) より |

上図において左側 (Fig. 1) が天秤本体を示し、右側 (Fig. 2) がシステム全体を示している。Fig.2 の中央にあるガラス鐘 G の中に天秤本体が収められている。
天秤の竿は、長さ8センチメートル、太さ1ミリメートルの両端を熔封したガラス管でできている。中刃 m は、良く研いだカミソリ片で、封蝋で竿の中心に取り付けてある。
中刃 m は、垂直な真鍮製の柱 M の上に取り付けてある刃受けの上に置かれている。この真鍮製の柱は2つのネジで小さな台 T に固定してある。中刃の両側には小さい曲がったガラス管 g が接着してあり、鏡 s が取り付けてある。この鏡は特に選ばれた顕微鏡用デッキガラスを銀メッキしたものである。竿の質量は0.21グラムで、中刃 m の先端と2個の端刃 e の先端は正確に直線になるように竿を曲げてある。
端刃の上には屋根型の真鍮製の刃受け l をのせ、刃受けには細い白金製の針金の輪 t を付け、測定物を吊るせるようにしてある。白金製の針金の輪と刃受けの質量は0.024グラムである。鏡から272センチメートル離れたところに垂直の尺度を置き、鏡を介して望遠鏡で目盛を読み取るようにしてある。鏡の下端に感度調節用の白金の小片 p を取り付けてある。感度は、秤量0.6グラムのとき0.1ミリグラムが30目盛に相当し、0.8グラムのとき26目盛、1.0グラムのとき23.1目盛に相当する。
Fig.2において、ガラス鐘には、鏡を見通せるように窓を設け、厚さ8ミリメートルのガラス板 q が取り付けてある。管の A 端からコック H0 を通して B から水銀ポンプで排気するようにしてある。M は圧力を測定するためのマノメーターである。コック H1 を通して C 端には五酸化リン（吸湿剤）を入れたフラスコが接続してある。コック H2 を通して D 端には水を入れたフラスコが接続してある。そのフラスコは、エーテルを満たした容器 F に入れてある。その容器はコルクで蓋をしてある。そのエーテルに空気を通すことにより、気化潜熱で天秤の雰囲気を+5℃から室温までの間の任意の温度に保つことができる。
Fig.1の竿の右端に付いている球形のものは、ガラス表面への水蒸気の吸着を研究するためのもので、直径2センチメートル、重さ約0.4グラムの薄肉のガラスでできている。下側には5ミリメートルの穴が開いていて内面にも水蒸気が吸着するようになっている。上側には引っ掛けるための小さい鉤が融着してある。
エーテルと、天秤を収めてあるガラス鐘の内部の温度は、普通の温度計より10倍精度の高い温度計で測定するようにしてある。

## 栄典
- 1897年（明治30年）12月28日 - 勲六等瑞宝章[17]
- 1901年（明治34年）12月27日 - 勲五等瑞宝章[18]
- 1909年（明治42年）12月25日 - 勲三等瑞宝章[19]

## 著書
- 『物理近説』編集者兼発行者 飯盛挺造、近藤耕蔵 売捌書林 丸善書店、南江堂 (1908)
- 『中等教育物理提要』編集者兼発行者 飯盛挺造、寺尾捨次郎 売捌書林 丸善書店他 (1900)
- 『物理問答』校閲者兼発行者 飯盛挺造、古屋恒次郎 発行書林 丸善株式会社書店、南江堂書店 (1894)
- 『物理学 上篇 第二十六版』譯者兼出版人 飯盛挺造 校者兼出版人 丹波敬三、同柴田桂太 發兌書林 丸善書店他 (1914)
- 『物理学 中篇 第二十三版』譯者兼出版人 飯盛挺造 校者兼出版人 丹波敬三、同柴田桂太 發兌書林 丸善書店他 (1914)
- 『物理学 下篇 第二十二版』譯者兼出版人 飯盛挺造 校者兼出版人 丹波敬三、同柴田桂太 發兌書林 丸善書店他 (1914)
- 『女子物理学』校閲者 飯盛挺造、編集者 原田長松、発行者 吉川半七 (1900)
- 『物理学講義』(尋常師範学科講義録) 飯盛挺造述、出版 明治講学会

## 論文
- 「薬學上分極光ノ實用」薬學雑誌、No.4, pp.140 - 144 (1882)
- 「薬學上分極光ノ實用 (前號ノ續キ) 」薬學雑誌、No.5, pp.172 - 178 (1882)
- 「放射線の新種類に就きて（講演録）」『教育公報』No.183, pp.12 - 17 大日本教育会 (1896)
- 「Rentgen氏ノX放射線ニ就テ」薬學雑誌、No.173, pp.683 - 699 (1896)
- 「分極光線器ノ『デモンストラチオーン』薬學雑誌、No.194, pp.330 - 339 (1898)
- 「水面ニ金属ノ浮泛スルコトニ就テ」薬學雑誌、No.336, pp.99 - 103 (1910)